# Veterupristisaurus milneri
Veterupristisaurus milneri es la única especie conocida del género extinto Veterupristisaurus, un dinosaurio terópodo carcarodontosáurido que vivió a finales del período Jurásico hace aproximadamente 154 a 150 millones de años, entre el Kimmeridgiense y el Titoniense, en lo que es hoy África. Sus restos se encontraron en la Formación Tendaguru, al sureste de Tanzania.

## Descripción

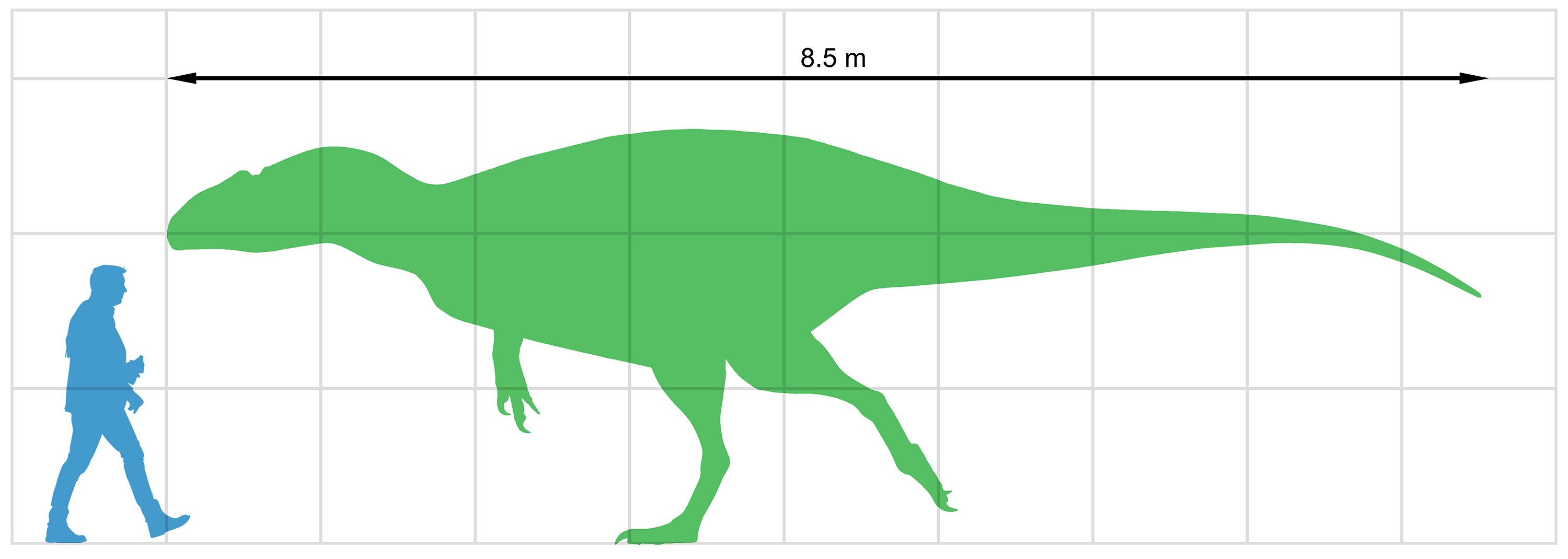
Comparación de tamaño.

Veterupristisaurus era un enorme animal bípedo. La longitud de la vértebra del holotipo es de cerca de 123 milímetros, a partir de lo cual Veterupristisaurus se ha estimado que medía entre 8,5 a 10 metros de longitud, rivalizando con "Torvosaurus" ingens con el que compartía el territorio, basándose en el más completo y cercanamente emparentado Acrocanthosaurus. Si el individuo representado por el holotipo constituye un adulto es algo que no se puede determinar del material disponible. Se ha diagnosticado por la lámina espinoprezigapofiseal en la vértebra media caudal que se extiende anteriormente a la mitad de la base de la prezigapófisis y es flanqueada lateralmente por una lámina corta paralela que se extiende posteriormente desde el margen lateral de la prezigapófisis. Por lo tanto, Rauhut consideró una relación bastante cercana entre Veterupristisaurus y Acrocanthosaurus dentro de Carcharodontosauridae.

## Descubrimiento e investigación

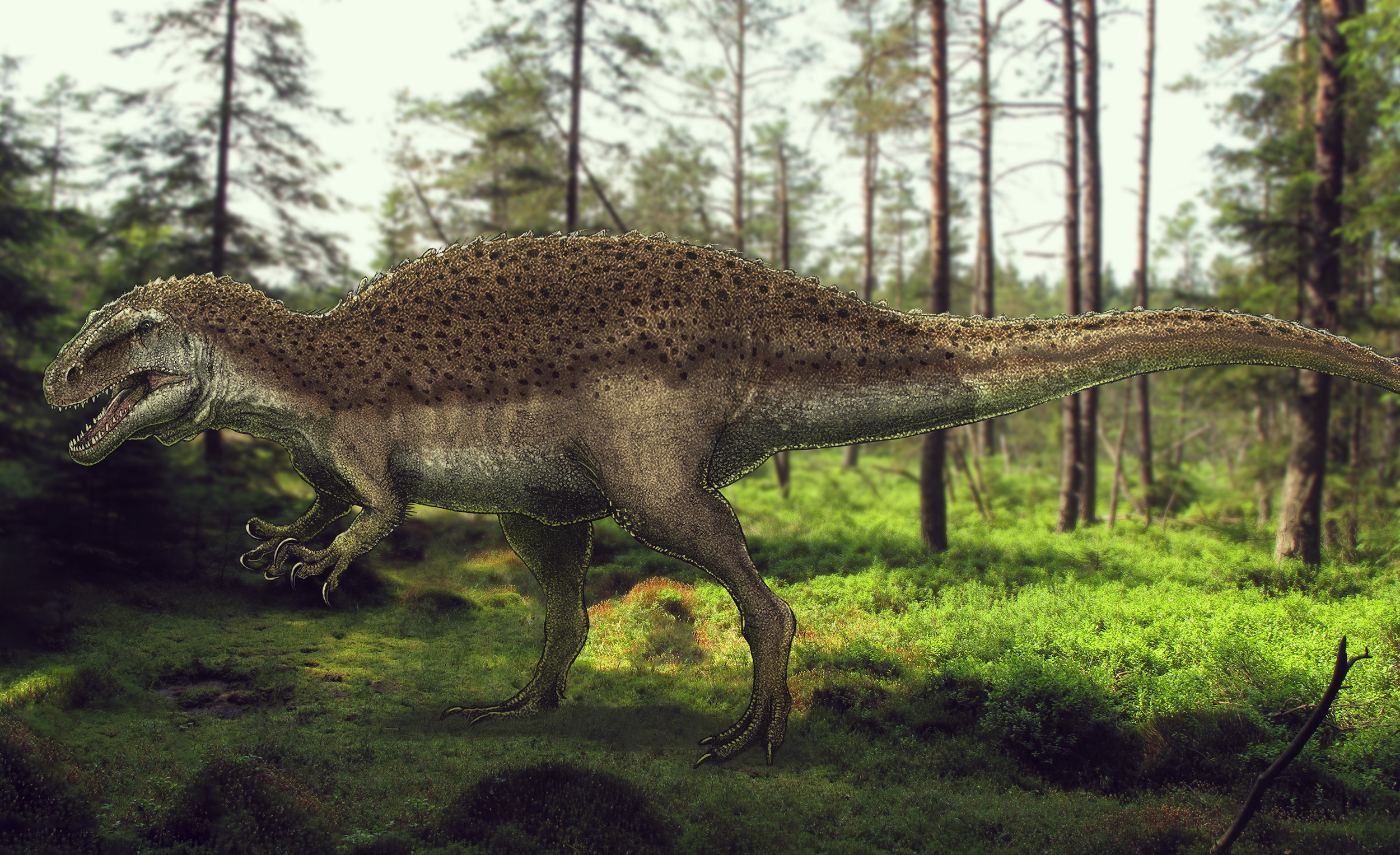
Restauración en vida.

Veterupristisaurus es conocido a partir del espécimen holotipo MB R 1938, una vértebra caudal aislada. Dos vértebras caudales mediales parcialmente fusionadas, MB R 2166, de la misma localidad que el holotipo, fueron referidas a este género y muy probablemente vienen del mismo individuo. La vértebra anterior caudal, MB R 1940, puede ser también de este género. El holotipo fue recolectado en la localidad St (EH) del Tendaguru alemán, del Miembro Dinosaurio Medio de la formación Tendaguru, que data de finales del Kimmeridgiense a principios del Titoniense del Jurásico Superior, entre hace 154-150 millones de años.  El holotipo se refirió originalmente a Ceratosaurus? roechlingi por Werner Janensch en 1925. Hay dientes encontrados en la formación que se supone que peertenecen al género.
Veterupristisaurus fue nombrado originalmente por Oliver W. M. Rauhut en 2011 y la especie tipo es Veterupristisaurus milneri. El nombre del género se deriva del latín veterus, "viejo", y pristis, un monstruo marino y el griego sauros, "lagarto", de modo que el nombre significa "antiguo lagarto tiburón". Se refiere al hecho de que Veterupristisaurus es actualmente el más antiguo representante conocido de los "lagartos con dientes de tiburón", la familia Carcharodontosauridae. El nombre de la especie es en honor a la paleontóloga Angela C. Milner.

## Clasificación
Veterupristisaurus fue colocado en Carcharodontosauridae por Rauhut como una especie hermana de Acrocanthosaurus. Es entonces el carcarodontosáurido más antiguo conocido. Que este grupo aparezca tan antiguamente según Rauhut, mostraría que su división no tiene conexión con la división de los continentes, como se suponía anteriormente.